# Trichocolea merrillana
Trichocolea merrillana là một loài rêu tản trong họ Trichocoleaceae. Loài này được Stephani miêu tả khoa học lần đầu tiên năm.